# .sh
.sh er et nationalt topdomæne der er reserveret til Sankt Helena.
Topdomænet bliver dog også brugt af den tyske delstat Slesvig-Holsten og en del tekniske sites, da .sh også er en filtype i UNIX/Linux-baseret styresystemer.